# De zwarte man
De zwarte man is een hoorspel van Wolfgang Graetz. Der schwarze Mann werd op 14 augustus 1968 door de Westdeutscher Rundfunk uitgezonden. Louis Povel vertaalde het en de KRO zond het uit op dinsdag 11 april 1967 in het programma Dinsdagavondtheater. De regisseur was Léon Povel. Het hoorspel duurde 47 minuten.

## Rolbezetting
- Jan Borkus (een vreemdeling)
- Jacques Snoek (een onderwijzer)
- Louis de Bree (burgemeester)
- Nel Snel (caféhoudster)
- Tonny Foletta (Karl)
- Hetty Berger (Annie)

## Inhoud
In een kleine dorpsgemeenschap zijn de mensen zo op elkaar aangewezen dat een rustige samenleving slechts mogelijk is als niemand het waagt op een of andere manier een buitenbeentje te zijn. Vooral in een dorpje waar helemaal niets te beleven valt en men van pure verveling niet weet hoe men zijn tijd moet doorkomen. Er is dan immers niemand waarover geroddeld kan worden en niemand waarop de lieve jeugd zich kan uitleven. In het gefingeerde dorpje Naidlingen woont echter één man die anders is dan de anderen. De hele gemeenschap heeft zich op hem geconcentreerd, hij is het mikpunt geworden van iedereen. De baldadigheden van de jeugd worden met een begrijpend lachje weggewuifd. De kinderen moeten immers een uitlaat hebben, dat is gezond en normaal. Het blijft ook niet alleen maar bij een rustig laten begaan, het werkt aanstekelijk en ook de volwassenen scheppen er genoegen in de man het leven zuur te maken. Als het slachtoffer dan na verloop van tijd krankzinnig wordt en in een inrichting verdwijnt, is er weer de dodelijke verveling. De vreemdeling die het toevallig in zijn hoofd haalt zich daar te gaan vestigen, weet niet wat hij begint. Het zal hem net zo vergaan als zijn voorganger en hij zal er niets kunnen tegen doen…